# مخرج مقدر
المخرج المقدر هو مخرج حروف الهجاء المصوتة. يعرف مخرج الحرف بالإتيان بهمزة قبله، مثل آ لألف المد، ثم ينطق الحرف فحيث ينقطع الصوت فذلك مخرج الحرف، وفي المثال فمخرج ألف المد هو الجوف إذ فلها مخرج مقدر.